# Toshihiro Aoyama
Toshihiro Aoyama (født 22. juni 1986) er en japansk fodboldspiller.

## Japans fodboldlandshold
| Japans landshold | Japans landshold | Japans landshold |
| År               | Kmp              | Mål              |
| ---------------- | ---------------- | ---------------- |
| 2013             | 3                | 0                |
| 2014             | 4                | 0                |
| Total            | 7                | 0                |